# República Socialista Soviética de Letonia
La República Socialista Soviética de Letonia, abreviada como RSS de Letonia (en letón: Latvijas Padomju Sociālistiskā Republika; ruso: Латвийская Советская Социалистическая Республика, romanizado: Latviyskaya Sovetskaya Sotsialisticheskaya Respublika), comúnmente referida como Letonia Soviética, fue una de las quince repúblicas constituyentes de la antigua Unión Soviética, desde 1940 hasta 1990.

## Historia
Fue ocupada por el ejército soviético el 17 de junio de 1940, según los términos del Pacto Ribbentrop-Mólotov y su Protocolo Adicional secreto. La RSS de Letonia entró a formar parte de la Unión Soviética el 5 de agosto de 1940, siendo la república soviética número quince. Sus territorios fueron conquistados por Alemania en 1941 y reconquistados por los soviéticos en 1944-1945 (véase Ocupación de Letonia por la Unión Soviética 1944-1945).
Los Estados Unidos, Gran Bretaña y otros países del oeste, consideraron ilegal la ocupación de Letonia por los soviéticos, y reconocieron la República de Letonia como estado independiente.
La RSS de Letonia, al igual que las demás Repúblicas bálticas, fueron ganando autonomía a finales de los años ochenta; en 1988 se permitió el uso de la bandera de Letonia de antes de la invasión, sustituyendo la bandera soviética. El Frente Popular Pro-Independista de Letonia consiguió dos tercios del senado en las elecciones democráticas de marzo de 1990.
El 4 de mayo, el canciller declara su intención de restablecer la independencia, después de un periodo de transición de negociaciones con la URSS. En esa fecha, se sustituye el nombre de RSS de Letonia por el de República de Letonia. El gobierno soviético hizo un último intento de normalizar la situación, creando en la capital el Comité Nacional de Salvación para dirigir el país. No obstante, un referéndum sin valor legal realizado el 3 de marzo de 1991 evidencia que el 73% de la población del país quería la independencia.
La República de Letonia declaró un periodo de transición y restauró la plena independencia el 21 de agosto de 1991, cuatro meses antes de que la URSS dejara de existir. Hoy en día, la República de Letonia se considera una continuación del Estado de 1918-1940.

## Política
Al igual que en las demás repúblicas de la Unión Soviética, Letonia tenía un gobierno en el marco de una república socialista de partido único gobernada por la rama regional del Partido Comunista de la Unión Soviética conocida como Partido Comunista de la República Socialista Soviética de Letonia, dirigida por un Primer Secretario, y que tenía una importante presencia en todos los órganos de gobierno, política y sociedad. El poder legislativo consistía en el Sóviet Supremo, el cual era el parlamento unicameral de la república encabezada por un presidente, y con sede en el edificio del Sóviet Supremo en Riga. El Presidente del Consejo de Ministros por otro lado dirigía al poder ejecutivo.

## Social
La tasa de crecimiento de la renta nacional en la RSS de Letonia fue superior a la media de la URSS. El ingreso nacional en 1972 aumentó 2,3 veces en comparación con 1960 y ascendió a más de 4 mil millones de rublos. En 1965-1971. el ingreso real per cápita aumentó en más del 40%. Para 1951-1972 el volumen de negocios del comercio minorista aumentó 7,7 veces, ascendiendo a 2.500 millones de rublos en 1972. (más de 1000 rublos per cápita). El monto promedio del depósito por 1 habitante aumentó de 8 rublos. en 1950 a 322 rublos. en 1972.
El número de personas que recibían pensiones en 1973 ascendía a casi 500.000 personas (frente a 239.000 en 1960). El parque de viviendas de las ciudades y asentamientos de tipo urbano en 1972 ascendía a 22,2 millones de m² de superficie útil.

## Economía
El período soviético vio la reconstrucción y el aumento de la capacidad industrial, incluidas las fábricas de automóviles (Riga Autobus Factory) y electrotécnica, la industria de procesamiento de alimentos, los oleoductos y el puerto de petróleo a granel.
Parte de la incorporación de la RSS de Letonia a la Unión Soviética fue la introducción del idioma ruso en todas las esferas de la vida pública. El ruso se convirtió en un requisito previo para la admisión a la educación superior y mejores ocupaciones laborales.  También se convirtió en materia obligatoria en todas las escuelas de Letonia. Se necesitaba un gran número de personas para las nuevas fábricas y fueron enviadas allí a propósito desde diferentes partes de Rusia, creando así una situación en la que las ciudades más grandes se rusificaron cada vez más hasta la década de 1980.
El ingreso nacional per cápita era más alto en Letonia que en cualquier otro lugar de la URSS (42% por encima del promedio soviético en 1968); sin embargo, Letonia fue al mismo tiempo un contribuyente relativo al centro de la Federación con un 0,5% estimado del PIB de Letonia destinado a Moscú.
Después del colapso de la Unión Soviética, todas las ramas económicas asociadas con ella colapsaron también. Si bien una presencia rusa significativa en Latgale precedió a la Unión Soviética (~30%), la intensa industrialización y la fuerte importación de mano de obra de la Unión Soviética para apoyarla, llevaron a aumentos significativos en la minoría rusa en Riga, incluso formando una mayoría en centros urbanos letones como Daugavpils, Rēzekne, Ogre.  
Esas áreas también fueron las más afectadas económicamente cuando la Unión Soviética colapsó, lo que provocó un desempleo masivo. El fuerte desacuerdo con Rusia sobre el legado de la era soviética ha llevado a medidas económicas punitivas por parte de Rusia, incluida la desaparición del comercio de tránsito cuando Rusia cortó las exportaciones de petróleo a través de Ventspils en 2003 (eliminando el 99% de sus envíos) después de que el gobierno de Letonia se negó vender el puerto petrolero a la compañía petrolera estatal rusa, Transneft. Como resultado, solo una fracción de la economía de Letonia está conectada con Rusia, especialmente después de que se unió a la Unión Europea.

### Industria

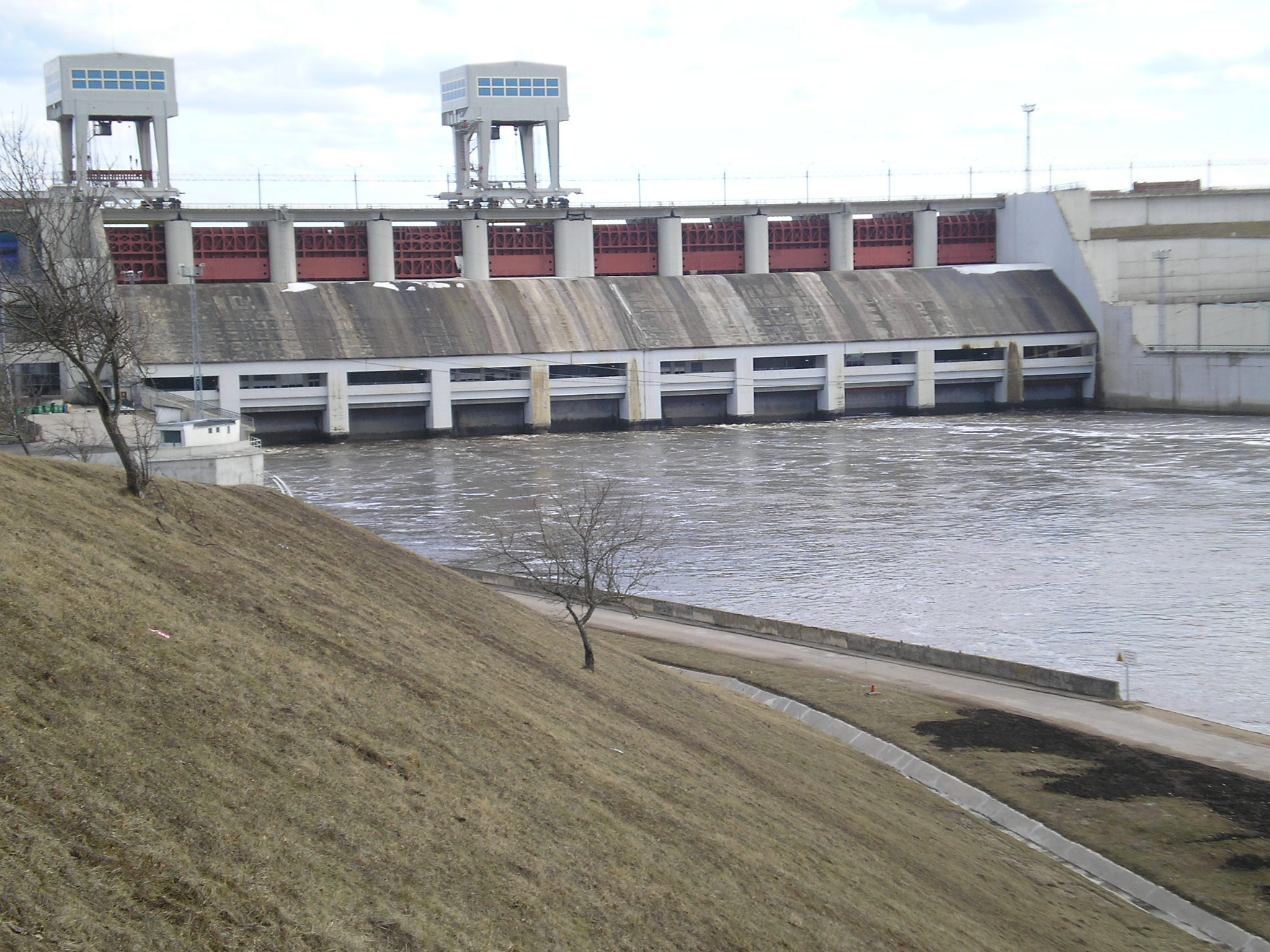
CH Plavinskaya, construida en 1966

Región industrializada con fuerte agricultura.  En las décadas de 1970 y 1980, alrededor del 42% de la estructura de la renta nacional producida era industria (ingeniería, ingeniería eléctrica, radioelectrónica, etc.);  alrededor del 24% - agricultura, 7% - transporte y comunicaciones, 8% - construcción (1984). Producción de electricidad - 5 mil millones de kWh (1985). La longitud operativa de las líneas ferroviarias es de 2384 km (1984), de los cuales 248 km fueron electrificados, carreteras de motor 27,6 mil km (1984), incluidos 19 mil km con superficie dura. La República Socialista Soviética de Letonia realizó alrededor de 1/6 de todo el transporte marítimo de la URSS; sus principales puertos son Riga, Ventspils, Liepaja.

La República Socialista Soviética de Letonia importó petróleo y derivados de Bielorrusia, la región del Volga y Siberia Occidental, carbón y metal de Ucrania, tractores y camiones de Bielorrusia, algodón, lana y cuero de Asia Central y Kazajistán. A su vez, la RSSL suministró radios, centrales telefónicas automáticas, microbuses, vagones, lavadoras, productos de la industria ligera y alimentaria, etc. a otras repúblicas de la unión.

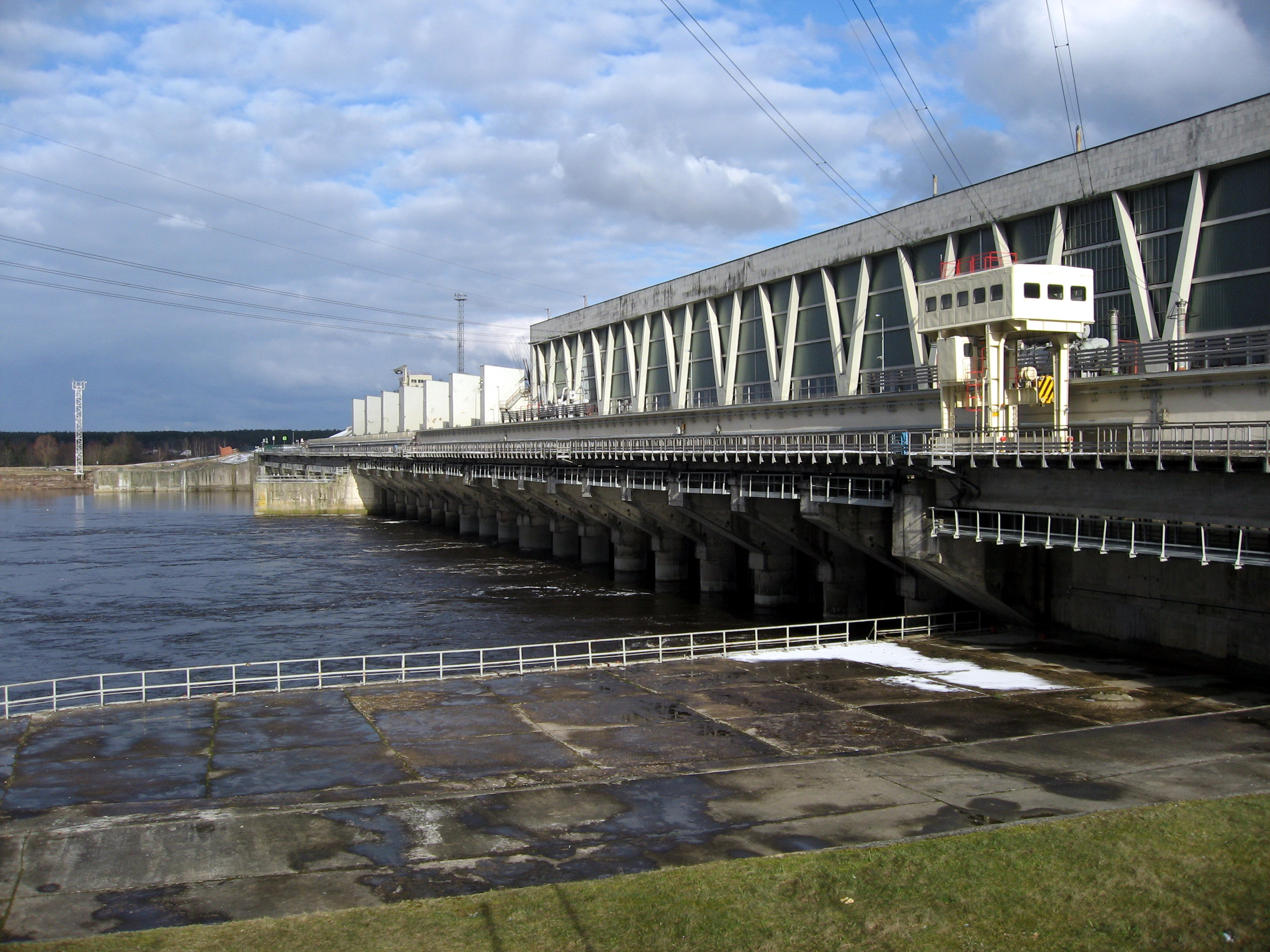
Riga HPP (primeras 3 unidades hidroeléctricas - 1974, construcción completada en 1980).

Los productos industriales de la RSSL se exportaron a más de 100 países. En términos de producción de ingreso nacional per cápita, Letonia ocupó uno de los lugares principales entre las repúblicas de la Unión.  En términos de producción per cápita, la RSSL ocupó el primer lugar entre las Repúblicas de la Unión Soviética en la producción de automóviles de pasajeros, tranvías, motores diésel y generadores diésel, centrales telefónicas automáticas y aparatos telefónicos, unidades de refrigeración, madera contrachapada, pizarra, tejidos de lana y lino. Géneros de punto superiores, radios, lavadoras domésticas, ciclomotores, así como en términos de volumen de trabajo de las empresas de servicios al consumidor y el transporte de pasajeros por ferrocarril (1972).
Agricultura especializada principalmente en la ganadería lechera y cárnica y en la cría de cerdos.

## Geografía
La mayor parte del territorio de la república es una llanura de morrena de hasta 311 m de altura, las tierras altas montañosas se encuentran en el oeste (Kurzeme, hasta 184 m), en el este (Latgale, hasta 289 m) y en el centro de la república (Vidzeme, hasta 311 m). El clima es de transición de marítimo a continental.  Las temperaturas medias en enero son de -2 a -7°С, en julio de 16 a 18°С.  La precipitación es de 500-800 mm por año.  Los grandes ríos son Daugava, Lielupe, Venta, Gauja. Los lagos ocupan el 1,5% del territorio (más de 3.000 lagos con una superficie de más de 1 ha cada uno);  los más grandes son Lubanas, Raznas y Burtnieks.
Las medidas para la protección del medio ambiente se llevaron a cabo en el marco del programa integral de protección de la naturaleza y uso racional de los recursos de la república coordinado por el Comité Estatal de Planificación del Partido Comunista de Letonia. Se crearon reservas naturales, reservas, el Parque Nacional de Gauja, se pusieron bajo protección los monumentos geológicos y geomorfológicos de la naturaleza.

## Bienestar social

### Medicina
En 1940, 2100 médicos trabajaban en la Letonia soviética, en 1962-5700. Según datos de 1971, la tasa de natalidad por cada 1000 habitantes era de 14,7, la de mortalidad de 11 (15,7 en 1940); mortalidad infantil - 16 por 1000 nacidos vivos (73 en 1940). La esperanza de vida media alcanzó los 70 años (58 años en 1934-1936). Las principales causas de muerte son las enfermedades cardiovasculares y las neoplasias malignas.
En 1971 había 199 hospitales con 28 800 camas (12 camas por 1000 habitantes). Se desplegaron camas especializadas en hospitales: 5300 terapéuticas, 4400 quirúrgicas, 800 oncológicas, 300 otorrinolaringológicas, 300 oftalmológicas, 800 neurológicas, 1400 camas para embarazadas y parturientas, 1.500 ginecológicas, 2.400 infantiles no infecciosas, etc. Se brindó atención policlínica por 393 instituciones ambulatorias y policlínicas, 505 estaciones de feldsher-parteras; los trabajadores de las empresas industriales son atendidos por 6 unidades médicas, 9 centros médicos de salud.
Hubo 216 consultas de mujeres y niños. Existían dispensarios, oficinas y departamentos de dispensarios: 38 tuberculosos, 64 dermatológicos y venéreos, 56 oncológicos. La asistencia médica en 1971 estuvo a cargo de 8.700 médicos, es decir, 1 médico por cada 275 habitantes, y 22.700 trabajadores paramédicos. La asistencia médica y el tratamiento se llevaron a cabo enteramente a expensas del estado.
Los centros turísticos climáticos de Jurmala, Sigulda, Liepaja, los centros balneológicos de Ķemeri, Baldone eran populares. En 1971 había 45 sanatorios para adultos con 10.400 camas, 14 sanatorios para niños con 1.800 camas y 28 casas de descanso y pensiones con 7.900 camas. Los gastos de atención de la salud en 1971 ascendieron a 98.117 mil rublos.

### Educación

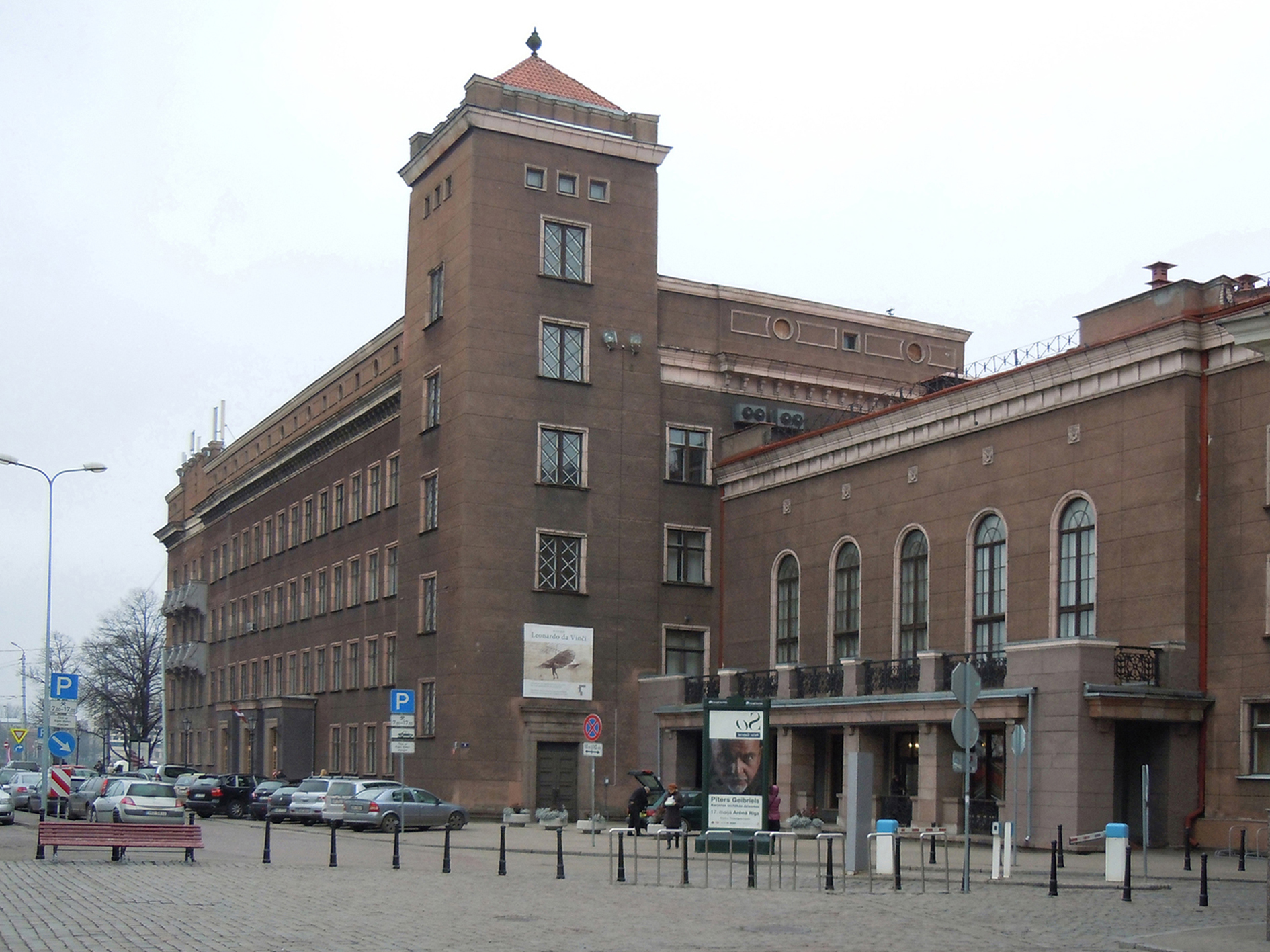
El edificio del Instituto Politécnico, construido en 1958

En agosto de 1940 se liquidó el Ministerio de Educación y en su lugar se creó el Comisariado del Pueblo para la Educación. El 19 de agosto de 1946, el Comisariado del Pueblo se transformó en el Ministerio de Educación Pública de la república (el estatus republicano significaba que con la centralización natural de la industria en toda la URSS, este ministerio tenía facultades más amplias para tener en cuenta las características regionales de esta república).
El Ministerio de Educación Pública de la República Socialista Soviética de Letonia controlaba las actividades de las escuelas primarias, secundarias, internados, orfanatos y jardines de infancia. Fuera del liderazgo administrativo, el ministerio organizó la formación avanzada de maestros, proporcionó a las escuelas libros de texto y otros medios, se ocupó de los problemas de los menores (incluidos los problemas de tutela).
El 29 de septiembre de 1966, en paralelo al Ministerio de Educación Pública de la RSSL, sobre la base de la Comisión de Educación Superior y Secundaria Especializada dependiente del Gabinete de Ministros, se crea el Ministerio de Educación Superior y Secundaria Especializada de la RSSL. Planificó el desarrollo prospectivo de la educación superior y secundaria especializada en la república (todas las universidades y 9 instituciones de educación secundaria especializada estaban directamente subordinadas al ministerio), supervisó el trabajo científico en las instituciones de educación superior y, además, controló el proceso de educación en universidades y secundaria.
En su trabajo colaboró con el Comité de Formación Profesional y otras instituciones. La formación de médicos estuvo a cargo del Instituto Médico de Riga. El personal médico medio fue capacitado por 8 escuelas de medicina. Institutos médicos de investigación: traumatología y ortopedia, medicina experimental y la medicina clínica, laboratorios de problemas del instituto médico. En 1971 había 611 trabajadores científicos y médicos, incluidos 70 médicos y 399 candidatos de ciencias médicas.

## Deporte
En 1973 había más de 2.600 clubes de cultura física (321.200 socios); había 26 estadios, 179 canchas de fútbol, 423 pabellones deportivos, 147 bases de esquí, 75 canchas de tenis, 12 piscinas, 4 pistas para bicicletas, alrededor de 2 mil canchas deportivas; Participaron 26.100 personas en 63 escuelas deportivas infantiles y juveniles y 2 escuelas de deportividad superior. Existían unos 400 campamentos deportivos de mejora de la salud, bases turísticas, casas de cazadores y pescadores, etc.